# エレーナ・ポレーノヴァ
エレーナ・ポレーノヴァ（ロシア語: Елена Дмитриевна Поленова, ラテン文字転写: Yelena Dmitrievna Polenova、1850年11月15日 - 1898年11月7日）はロシアの画家、イラストレーターである。ロシアの子供の本のイラストレーターの草分けで、アールヌーボーのスタイルのイラストレーションも描いた。

## 略歴
サンクトペテルブルクに生まれた。父親のドミトリー・ポレーノフ(Dmitriy Vasilevich Polenov)は歴史家、外交官で、母親は児童文学者でアマチュア画家であった。エレーナの最初の絵画の訓練は母親が行った。兄に風景画家のヴァシーリー・ポレーノフがいる。兄弟とともにパヴェル・チスチャコフから美術を学んだ。
サンクトペテルブルクの美術アカデミーは当時女性の入学を認めていなかったので、14歳になった時に、帝国美術振興協会(Imperial Society for the Encouragement of the Arts)の運営する絵画学校に入学し、イワン・クラムスコイに学んだ。1869年から1870年の間はパリで、シャルル・シャプランに学んだ。
1870年から1877年の間はパヴェル・チスチャコフの工房で修行を続け、帝国美術振興協会で水彩画や陶芸も学んだ。露土戦争が始まると、エレーナとその姉妹は看護婦のボランティアとして病院で働き、医師と恋愛するが結婚することはできなかった。
陶芸に習熟し、帝国美術振興協会から奨学金を得て、パリで陶芸家のテオドール・デック(Théodore Deck)らに学んだ。パリの工芸の世界でアールヌーボーのスタイルにに初めて触れることになった。留学が終わり、サンクトペテルブルクに戻り、陶器の彩色を教え、彩色陶器（ヴィクトリアン・マジョルカ）を製作した。
1882年に家族の都合で、モスクワに移り、美術教師として働いた。モスクワでは芸術のパトロン、サーヴァ・マモントフの購入したアブラムツェヴォの別荘に集まった芸術家の一人となった。ここではロシアの伝統的な美術の再興の活動が行われ、ポレノーヴァは民間伝承に興味を持ち、伝統衣装をデザインした。友人のエリザベータ・マモントフと民俗資料の収集に取り組み、ヤロスラヴリ州に旅し、スケッチを描き、民話を収集し、地元の農民に伝統工芸を教えた 。挿絵画家のヴィクトル・ハルトマンや画家のヴィクトル・ヴァスネツォフと活動し、アブラムツェヴォの芸術家村を芸術、工芸のロシアにおける中心とするのに貢献した。
1886年にアレクサンドル・アファナーシェフによって収集された、ロシア民話20編に挿絵を描いた。ポレーノヴァのイラストレーションは後のロシアのイラストレーター、イヴァン・ビリビンやセルゲイ・マリューチンに影響を与えた。1890年代に入って、工芸の仕事が主となった。
1896年にポレーノヴァの乗った馬車の車輪が、路面電車の線路に引っかかって転覆し、重傷を負った。この後遺症もあって2年後に亡くなった。

## 作品

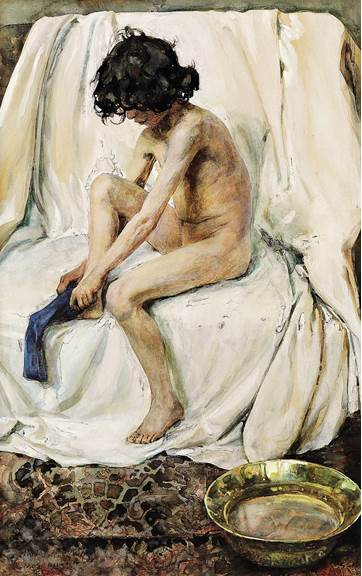
(c.1870)
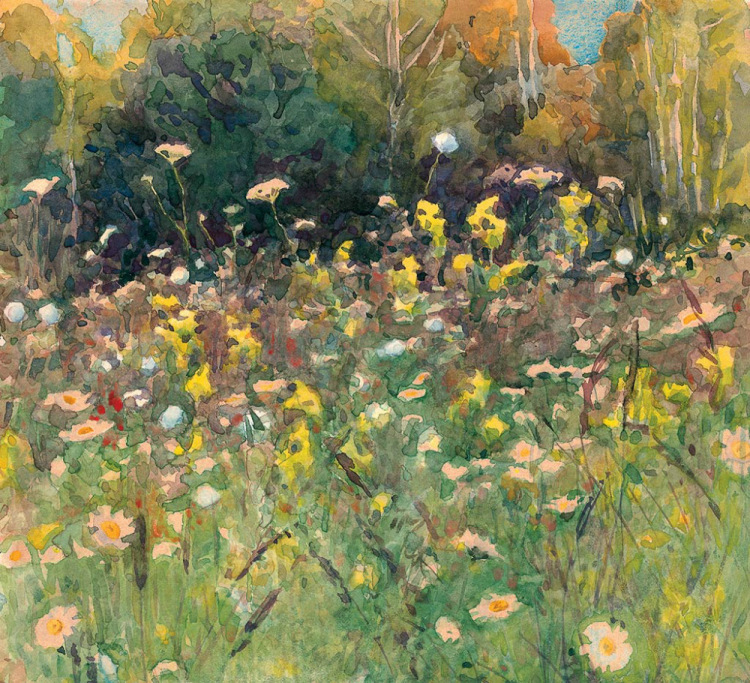
(1880年代)
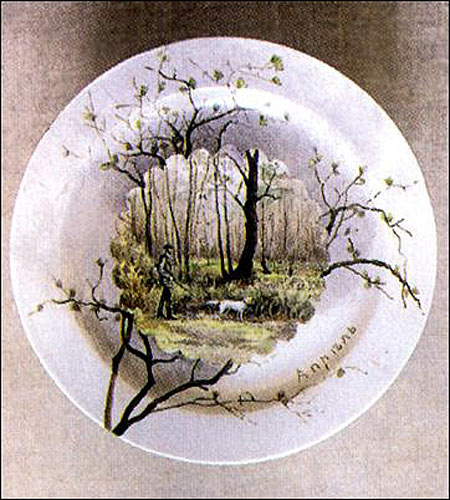
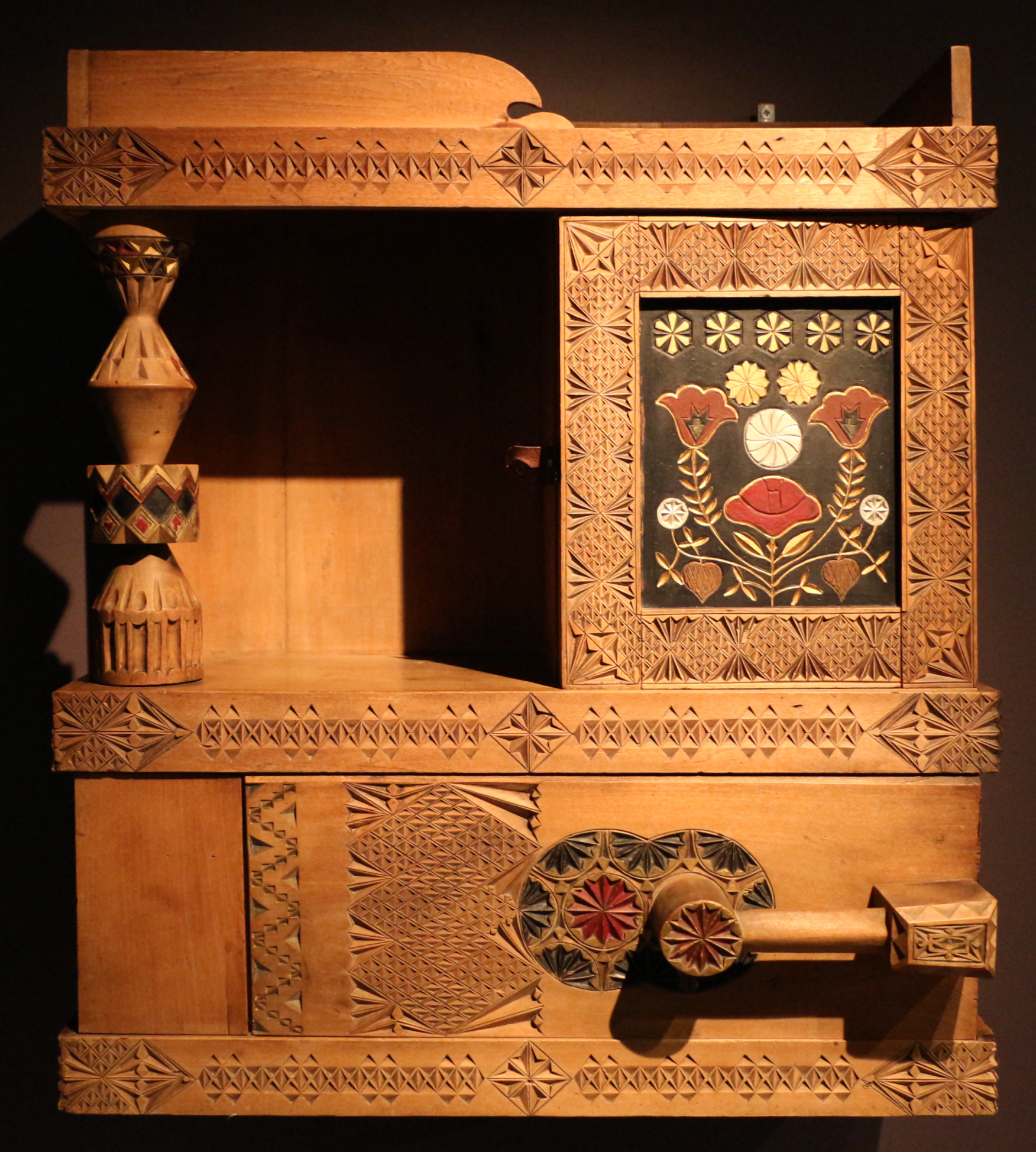
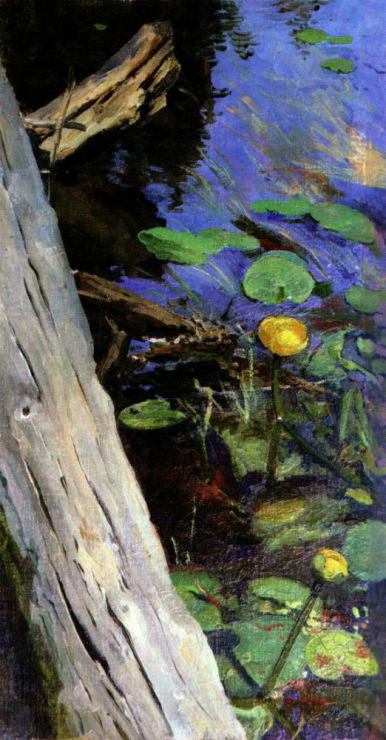
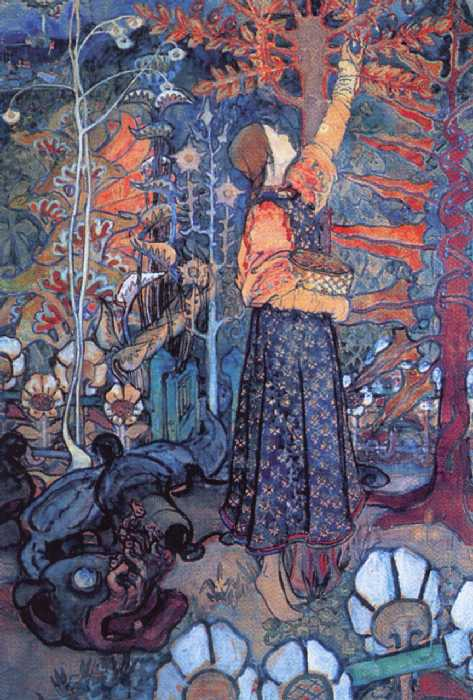
「獣」(1895/1897)
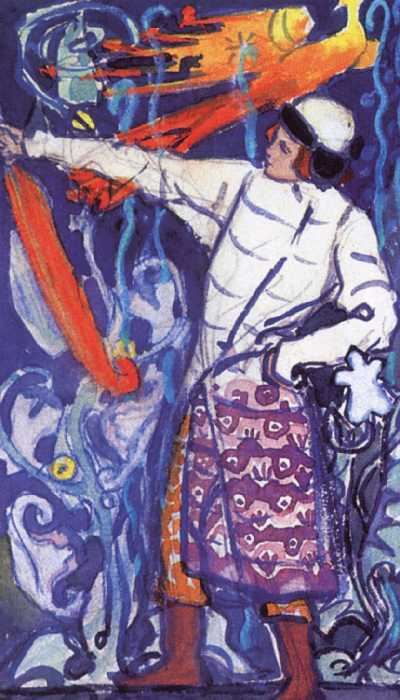
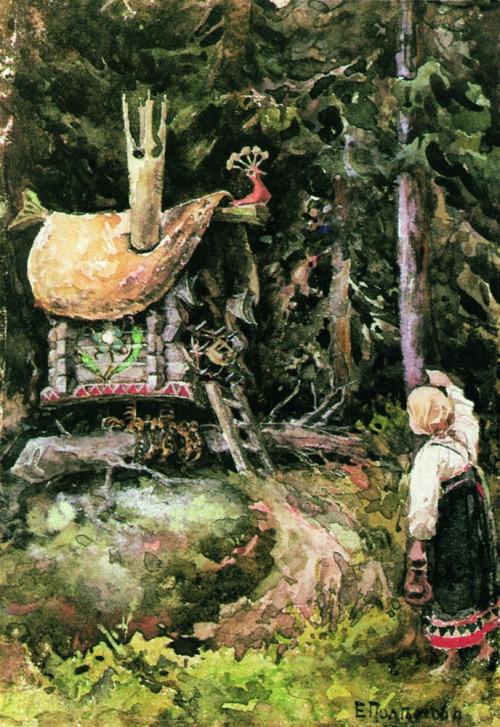

## 関連書籍
- Natalia Murray (ed.), A Russian Fairy Tale: The Art and Craft of Elena Polenova, Watts Gallery, 2014 ISBN 0-954823-04-4
- A.I. Leonova (ed.), Василий Дмитриевич Поленов; Елена Дмитриевна Поленова: Хроника семьи художников: Письма, дневники, воспоминания (Chronicle of a Family of Artists: Letters, diaries, memoirs), Искусство, 1964.
- Vera Koshaleva, Елена Поленова, Masters of Painting series, Белый город, 2009 ISBN 978-5-7793-1820-4